# ژیان‌مرغ ماندابی سرسفید
ژیان‌مرغ ماندابی سرسفید (نام علمی: Arundinicola leucocephala)، که معمولاً به عنوان ژیان‌مرغ ماندابی شناخته می‌شود، یک پرنده گنجشک‌سان کوچک وابسته به تیرهٔ ژیان‌مرغان است. این تنها گونه از سردهٔ Arundinicola است. این پرنده روزگرد که به‌طور انحصاری در آمریکای جنوبی یافت می‌شود، دارای دوریختی جنسی است و به داشتن رفتار جفت‌گیری تک‌همسری معروف است.